# 那覇インターチェンジ

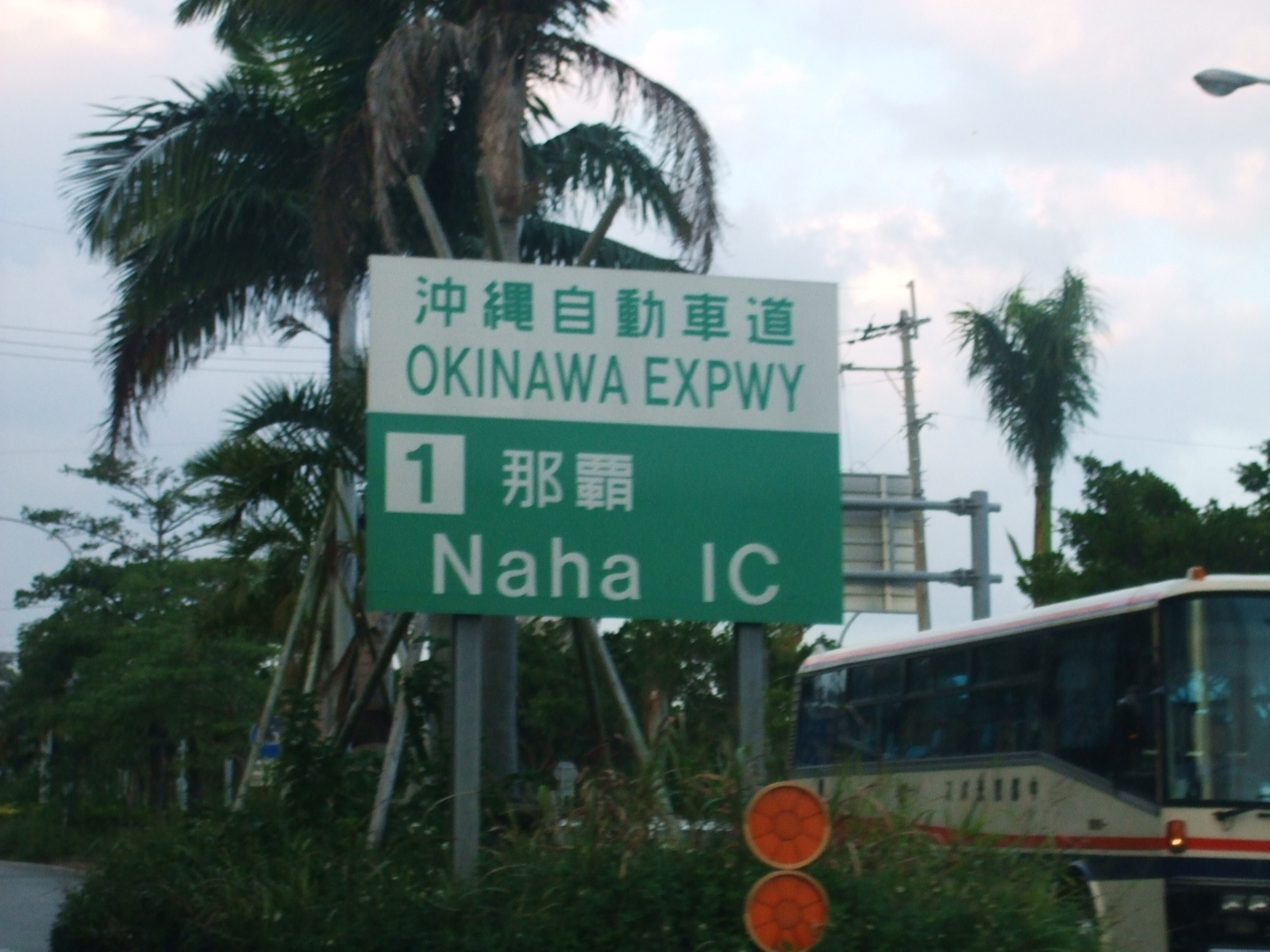
那覇インターチェンジ案内板

那覇インターチェンジ（なはインターチェンジ）は、沖縄県那覇市にある沖縄自動車道のインターチェンジである。島尻郡南風原町にある那覇料金所についても本項で記す。
沖縄自動車道の法令上の起点は許田ICであるが、案内やキロポストでは当ICが起点となっている。
那覇市と南風原町との境界付近に位置しており、一般道との接続部は那覇市にあるが（流入後すぐに市町境の標識がある）、料金所施設は南風原町にある。また、隣の西原JCTの構造上、当ICと那覇空港自動車道との往来はできない。
高速自動車国道のインターチェンジとしては日本最南端、最西端にあたる。

## 歴史
- 1987年（昭和62年）10月8日：那覇IC - 石川IC間開通に伴い、供用開始[3]。

## 周辺
- 沖縄県立南部医療センター・こども医療センター
- 首里城公園
- 識名園
- 那覇港

## 道路
- E58 沖縄自動車道（1番）

## 接続する道路
- 直接接続
  - 沖縄県道82号那覇糸満線（環状2号線）
  - 那覇インターアクセス道路（計画道路）

## 那覇料金所
- ブース数：8

### 那覇IC方面
- ブース数：5
  - ETC専用：1
  - 一般：4

### 許田IC方面
- ブース数：3
  - ETC専用：1
  - ETC/一般：1
  - 一般：1

## 最寄駅・バス停

### モノレール
- 沖縄都市モノレール線（ゆいレール） 首里駅

### 路線バス
崎山バス停
- 1番（首里牧志線）　那覇バス　★
- 16番（新川石嶺線）　那覇バス　★
- 18番（首里駅線）　沖縄バス　●
- 19番（首里駅循環線）那覇バス　★　※首里方面側のみ停車（片方向運転）
- 191番（城間（一日橋）線）　東陽バス　▲
- 391番（城間（サンエーパルコシティ）線）　東陽バス　▲

那覇インター前バス停
上記、崎山バス停停車路線に加え、
- 15番（寒川線）　那覇バス　★　※新川行きのみ停車
- 111・117番（高速バス）　琉球バス交通・沖縄バス・那覇バス・東陽バス（111番のみ）　○●
- 113番（具志川空港線）　琉球バス交通　○●
- 123番（石川空港線）　琉球バス交通　○●
- 127番（屋慶名（高速）線）　沖縄バス　●

- ○印路線は高速道路（沖縄自動車道）経由路線。
- ●印は那覇空港・那覇バスターミナル発着路線。▲印は南城市（馬天営業所）発着の路線。★印は新川（新川営業所）発着の路線。
- インターからの距離は那覇インター前バス停よりも崎山バス停のほうが短い。ただし、高速道路経由路線はバス停位置の関係から、那覇インター前バス停にしか停車しない。

## 隣
E58 沖縄自動車道
(1) 那覇IC - (1-1) 西原JCT - 幸地IC（仮称・事業中） - (2) 西原IC